# Zmijavci
Zmijavci je vesnice a opčina ve Splitsko-dalmatské župě (jižní Chorvatsko), přičemž vesnice je jediným sídlem v opčině. Má rozlohu 13,82 km² a žije zde 2 048 obyvatel. Leží v oblasti Imotsko polje, 8 km jižně od města Imotski. Mezi hlavní činnosti zdejších obyvatel patří zemědělství a vinařství.